# Чечельницкий, Сергей Георгиевич
Серге́й Гео́ргиевич Чечельни́цкий (род. 14 октября 1953, Харьков) — архитектор, заслуженный архитектор Украины, главный архитектор Харькова, начальник управления градостроительства и архитектуры Харьковского городского совета, председатель правления Харьковского областного отдела Национального союза архитекторов Украины, Харьковчанин года (2005, 2006, 2007).

## Биография
Сергей Георгиевич Чечельницкий родился 14 октября 1953 в Харькове. Окончил среднюю школу № 54. Учился в художественной школе им. Репина.
С 1983 года член Союза архитекторов СССР, впоследствии член Национального союза архитекторов Украины. С 1985 по 1987 год — руководитель архитектурной группы в «КиевЗНИИЭП».
С 2002 года стал председателем правления областного отдела Национального союза архитекторов Украины. В 2003 году участвовал в разработке Генерального плана Харькова.
С 2003 года стал членом-корреспондентом Украинской академии архитектуры. С 2005 года избран действительным членом Украинской академии архитектуры.
Главный архитектор Харькова Сергей Чечельницкий подозревается в мошенничестве, растрате имущества и злоупотреблении властью.. В связи с этим 9 июня 2017 года в рамках досудебного расследования был отстранён судом от работы. Печерский районный суд арестовал подозреваемого с правом залога в 15 млн грн., который не был внесён. На данный момент Сергей Чечельницкий находится на стационарном лечении.

## Проекты
- Центр отдыха «Gelios» по ул. Ахсарова, 9-А (I премия Госстроя Украины за лучший построенный в 2002 году объект);
- Жилой комплекс «Садовая горка» по ул. Данилевского — построен (конкурсный проект, I премия);
- Жилой комплекс по ул. Каразина (конкурсный проект, I премия);
- Мемориал жертвам Чернобыльской катастрофы в Харькове (медаль «За мужество и любовь к Отечеству», грамота МЧС Украины);
- Мемориал погибшим сотрудникам МВД —(конкурсный проект, I премия);
- Мироносицкая церковь (Харьков) в Сквере Победы (проект 2007, построена в 2015 году);
- Церковь Матроны Московской в Парке «Победа» (построена в 2013).

## Публикации
Ниже приведены только некоторые из публикаций С. Г. Чечельницкого:

### Книги
- Чечельницкий С. Методы информационного анализа морфологии городской среды : дис. канд. архитектуры: 18.00.01 / Чечельницкий Сергей Георгиевич ; Харьковский гос. технический ун-т строительства и архитектуры. — Х., 2006. — 263 л.
- Архитекторы Харькова / Нац. союз архитекторов Украины. Харьк. обл. орг. ; авт.-сост. : И. Н. Лаврентьев, С. Г. Чечельницкий, Г. Т. Даниленко и др.]. — Х. : Золотые страницы, 2008. — 373 с. : ил. — Алф. указ. : с. 357—370. — ISBN 978-966-96531-4-7.
- Чечельницкий С. Видеоэкология архитектурной среды : монография / Сергей Чечельницкий, Оксана Фоменко ; Харьк. нац. акад. гор. хоз-ва. — Х. : ХНАГХ, 2012. — 370 с. : ил. — Дод. тит. арк. англ., обкл. рос., англ. — Текст рос. — Бібліогр. в кінці глав. — 500 экз. — ISBN 978-966-695-242-7.

### Статьи
- Архитектура и генеративное искусство / С. Г. Чечельницкий // Проблемы теории и истории архитектуры Украины . — 2013 . — Вып.13 . — С. 262—268.